# Tommaso Masini

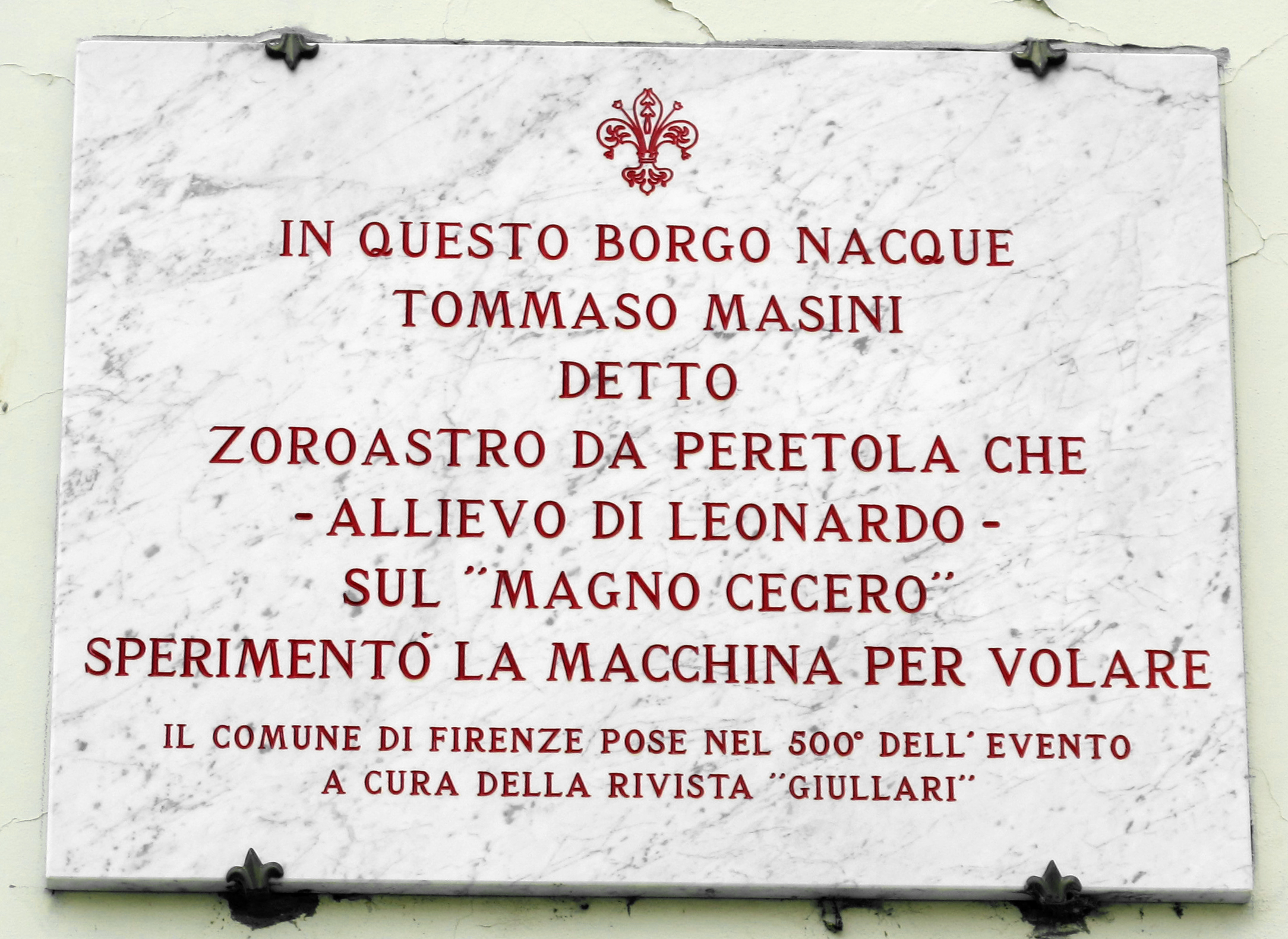
Gedenktafel für Tommaso Masini in der Via di Peretola, Florenz

Tommaso Masini (*  1462 oder um 1466 in Peretola, heute ein Stadtteil von Florenz; † 1520 in Rom), eigentlich Tommaso di Giovanni Masini da Peretola, auch als Zoroastro da Peretola bekannt, war ein italienischer  Metallurg, Alchimist und ‚Magier‘, Freund und Mitarbeiter Leonardo da Vincis (1452–1519).

## Leben

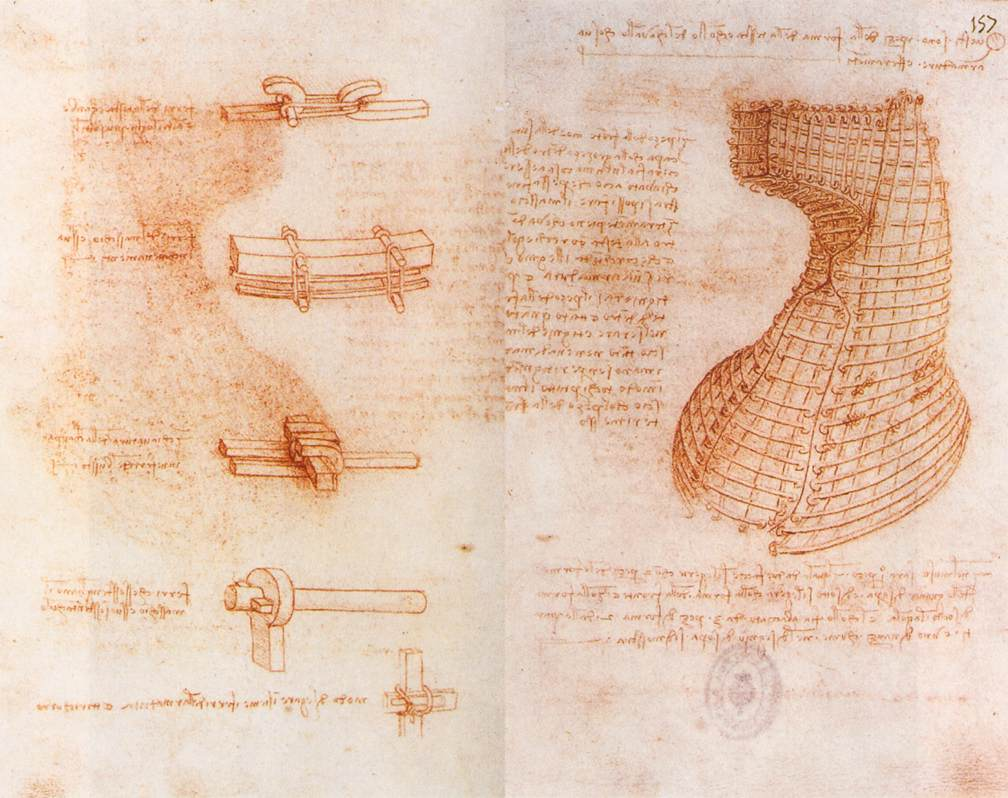
Studie einer Pferdestatue, Codex Madrid I, Leonardo da Vinci, datiert 1490–1499

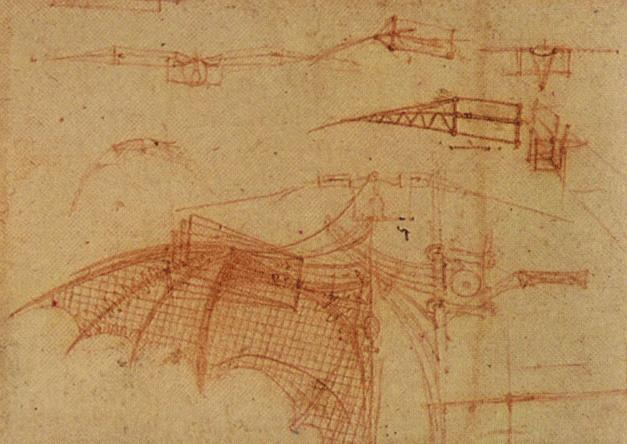
Entwurf einer Flugmaschine, Leonardo da Vinci, 1505

Masini wurde in dem toskanischen Dorf Peretola bei Florenz, als Sohn eines Gärtners geboren, obwohl er angeblich der uneheliche Sohn des florentiner Gelehrten und Diplomaten Bernardo Ruccellai (1449–1514) gewesen sein soll. Vermutlich begegnete er Leonardo da Vinci, mit dem ihn eine fast lebenslange Freundschaft verbinden sollte, bereits vor 1482. So begleitete er Leonardo an den Hof Ludovico Sforzas nach Mailand als Alchimist, Mechaniker und Farbenmischer.
Leonardo nannte ihn nicht Zoroastro, sondern in seinen Notizbüchern Maestro Tommaso (Meister Tommaso). Der Beiname Zoroastro (Zarathustra) hatte etwas Anrüchiges, da Zarathustra in der mittelalterlichen Überlieferung als Erfinder der Magie galt. Nach Scipione Ammirato erhielt er den Namen Zoroastro durch seine alchemistische Studien in der Jugendzeit. Dieser Beiname wurde auch zu Chialabastro oder Alabastro verballhornt, was Masini hasste, wie Ammirato beschrieb.
Es wird vermutet, dass Tommaso Masini die Ölfarben für da Vincis Wandgemälde „Das letzte Abendmahl“ im Refektorium der Dominikanerkirche Santa Maria delle Grazie herstellte. An Leonardos Projekt, der Errichtung eines Reiterdenkmals des Francesco Sforza, war Masini mit der Vorbereitung des Bronzegusses beteiligt. Das Reiterstandbild des Francesco Sforza sollte die größte Bronzestatue der damaligen Zeit werden, konnte jedoch nicht realisiert werden.
Auf Masini geht möglicherweise auch eine von da Vinci beschriebene Metalllegierung zurück. Bei dem reibungsarmen Material handelte es sich um eine harte Kupfer-Zinn-Legierung (SnCu3), die von einer weichen Kupfer-Zinn-Legierung umgeben ist.
Zurück in Florenz unterstützte Masini im Jahr 1505 Leonardo bei dessen Arbeit an dem Wandgemälde „Die Anghiarischlacht“  im Palazzo Vecchio und stellte die Farben für den Künstler her. Leonardo ließ sein Werk unvollendet zurück, als er im Mai 1506 erneut nach Mailand ging. Das Gemälde ging verloren, als Giorgio Vasari 1563 mit einer neuen Wanddekoration begann.
In jenen Jahren führte Tommaso Masini Flugversuche mit einem von Leonardo da Vinci konstruierten Fluggerät durch. Die Versuche am Monte Ceceri bei Fiesole, im Nordosten von Florenz, scheiterten und Leonardo notierte in seinem Manuskript „Kodex über den Vogelflug“, dass sich Masini dabei ein Bein oder einige Rippen brach.
Nach dem Tode Leonardos im Jahre 1519 finden sich nur noch spärliche Spuren Masinis. In seinen letzten Lebensjahren zählte er zum Gefolge des Klerikers und Dichters Giovanni Ruccellai (1475–1525) in Rom und starb dort 1520. Er wurde begraben in der Kirche Sant’Agata dei Goti.